# 89式装甲戦闘車
89式装甲戦闘車（はちきゅうしきそうこうせんとうしゃ、Type 89 armored combat vehicle）は、日本の陸上自衛隊が運用する歩兵戦闘車（IFV）である。
防衛省は略称を89FV（Fighting Vehicle）、広報向け愛称をライトタイガーとしているが、部隊内ではFVとも呼ばれる。

## 概要
陸上自衛隊が運用し、不整地でも高速な戦車に随伴する装甲兵員輸送車に武装と装甲を施した車両として開発された、日本初の歩兵戦闘車である。
陸上自衛隊では歩兵のことを普通科と呼ぶため、「装甲戦闘車」という名称となり、初期の略称「IFV」から歩兵の意味を持つ"I"（infantry）を取り、現在の「FV」となった。武装は90口径35mm機関砲KDE、79式対舟艇対戦車誘導弾、74式車載7.62mm機関銃を搭載する。

## 開発
陸上自衛隊は、これまで装甲兵員輸送車として60式装甲車および73式装甲車を装備してきたが、戦車と共に行動する普通科隊員の装甲強化、支援火力の強化が望まれていた。
1980年（昭和55年）より三菱重工業による開発が始められた。当時日本にとって脅威になると目されていたT-80とBMP-2のペアに対し、90式戦車とともに迎撃することをコンセプトに開発がすすめられた。また、60式装甲車、73式装甲車には戦車に随伴する機動力はあったが、交戦能力は低いという問題があったため、本車ではは敵戦車をアウトレンジできる誘導弾を搭載すること、近距離で敵歩兵戦闘車を撃破できる機関砲を搭載すること、かつ普通科隊員が乗車中も携行火器が使用できることが要求に上がった。
1984年（昭和59年）に試作が開始され、1986年（昭和61年）からの技術試験、実用試験を経て1989年（平成元年）に制式採用された。90式戦車とセットで運用することを想定していたため、制式化は90式戦車の調達開始とほぼ同時期になるように考慮されていた。調達単価は約6億8千万円と推定され、「高価格により全国に配備が進まなかった」とする批判も少なからず存在する。しかしながら陸上自衛隊の運用構想がそもそも全国の装甲車を更新することを目的としておらず、また諸外国においても歩兵戦闘車は軒並み高価であり、生まれながらにして北海道専用装備となってしまうことは必定であったと言える。

## 特徴

### 車体

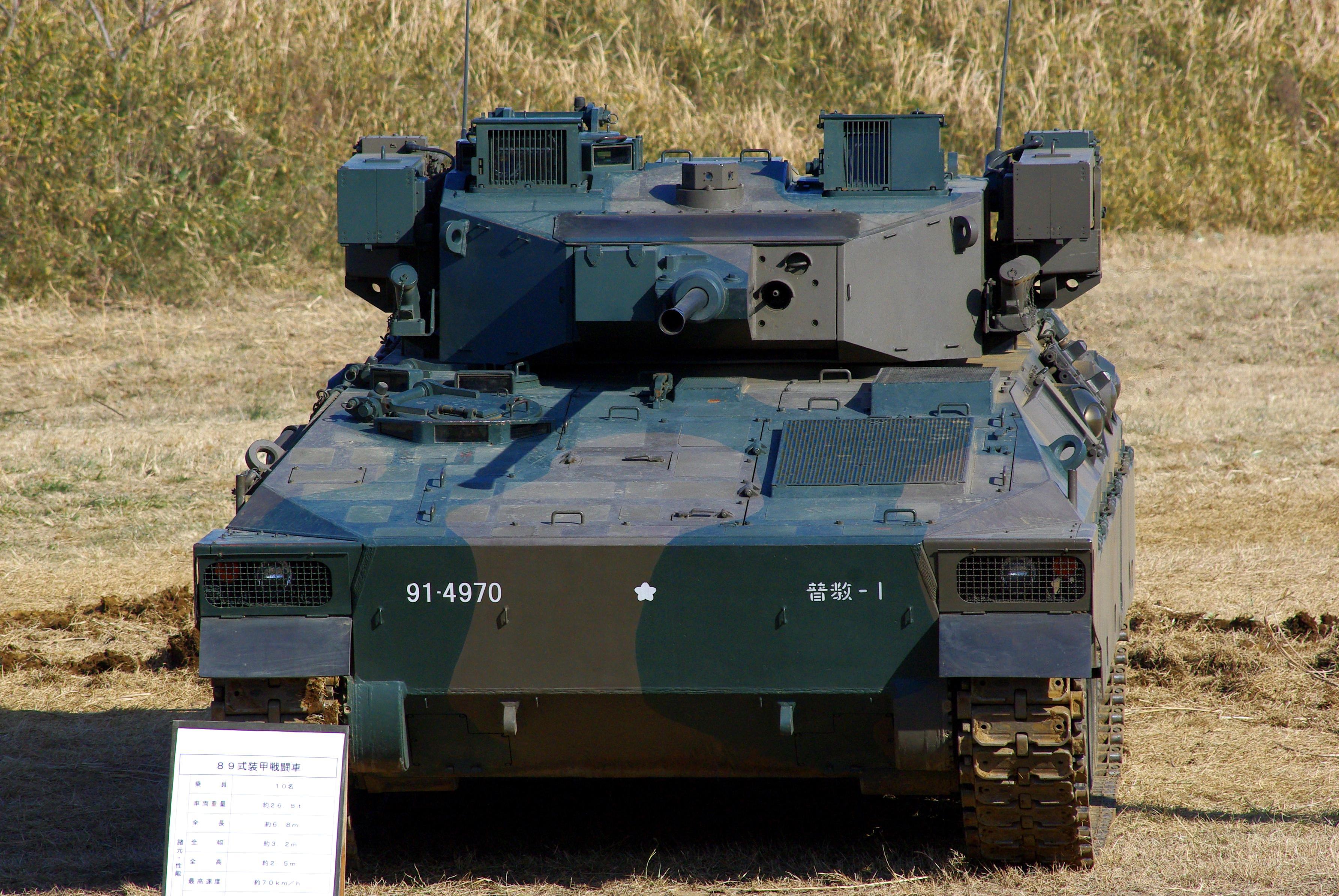

車体は圧延防弾鋼板を使用しており、アルミ合金製の73式装甲車よりも生存性が向上している。砲塔と車体は兵員輸送車と砲塔架台車を兼ねているため、全高が74式戦車や翌年に制式化された90式戦車よりも高くなっている。
開発に際し、陸自の要求に浮航性は盛り込まれなかったことから、本車に潜水徒渉能力は備わっていない。90式戦車がシュノーケルを使用した潜水徒渉能力があることを鑑みると随伴性に疑問は残るが、道路網が発達して大抵の河川には橋が架かっている国内では必要性が低いと判断されたこと、本車と共に行動する重量の大きい戦車は、実際に渡河を行うには施設科（工兵）の架橋・渡河の支援が不可欠のため、行動時は当然本車も施設科の支援を受けられると考えれば浮航性は必須ではないこと、そして車体の軽量化（その有力な手法であるアルミ化）に起因する防御力の低下や価格の上昇を忌諱したことによる。
また浮航能力を車体に持たせるには、専用シールド・エアパックが必要となり、一段とコスト増、規模拡大が必要となる。実際73式装甲車でも浮航キットの脱着が煩雑である、キットの輸送にトラックが必要になるとの課題が指摘された。
最高速度は70km/hで、90式戦車にも随伴できる不整地踏破能力を持つ。
エンジンは三菱製SY31WA水冷6気筒ターボディーゼルで、600psを発揮する。特筆すべき点は戦中から1970年代のAFVまで頑ななまでにこだわってきた空冷エンジンと決別した点で、これにより構造はやや複雑になるものの、エンジン本体をコンパクトにできるほか、空気の取り入れを考慮したエンジン配置にこだわる必要が無くなり、車内配置の自由度が高くなった。トランスミッションは国産の前進4段/後進2段のオートマチックトランスミッションである。整備性向上のため車体前部左側にパワーパックとして一体化されたエンジンと変速・操向装置が搭載されている。
サスペンションはトーションバー式で、1、2、5、6転輪にショックアブソーバーが装着される。

### 兵装

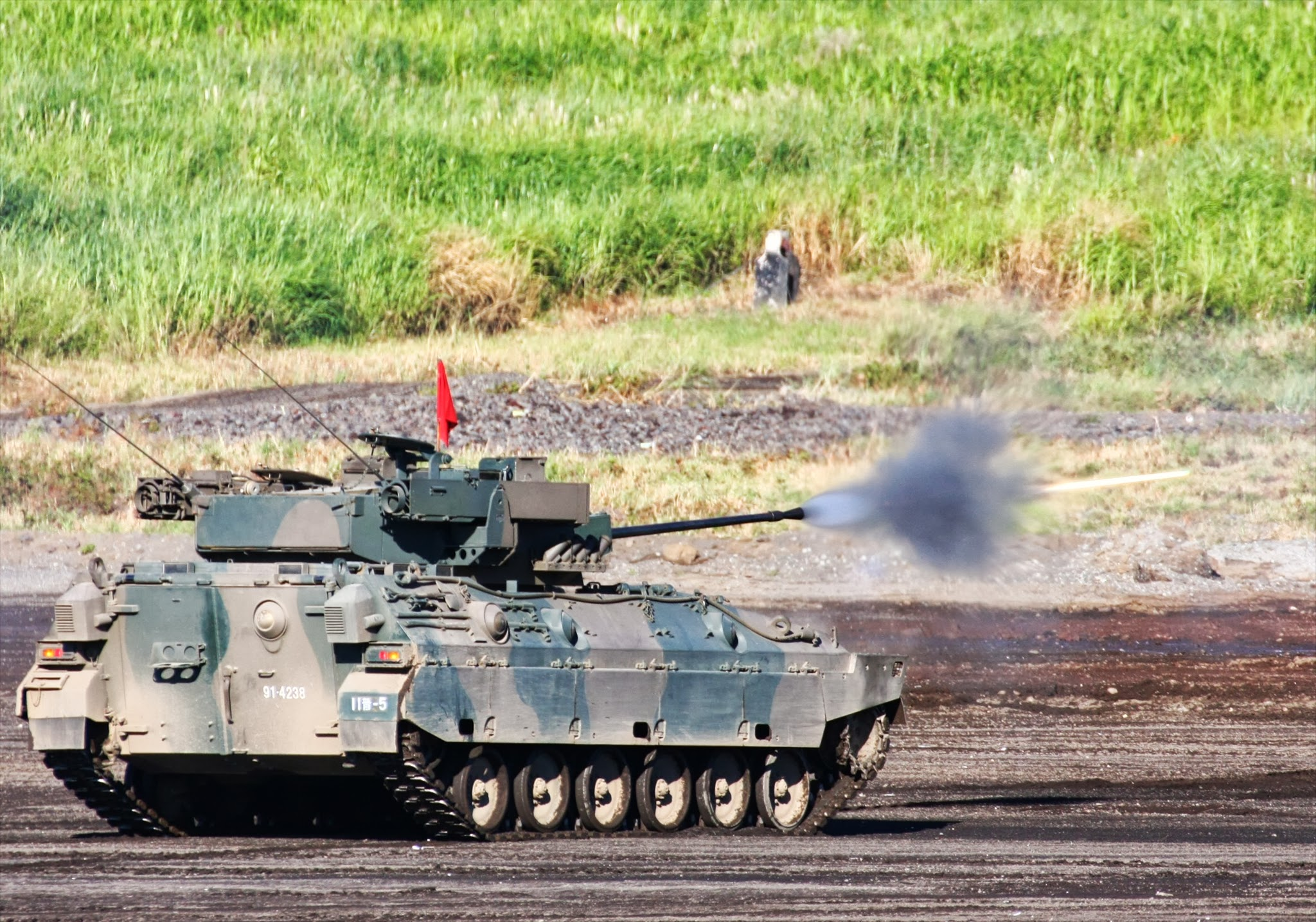
35mm機関砲を発砲する89式装甲戦闘車

主武装に、歩兵戦闘車としては強力なエリコン社の90口径35mm機関砲KDE（日本製鋼所ライセンス生産）を備えている。エリコンKDE 35mm機関砲は、低高度防空用として有名なエリコンKDA 35mm機関砲をもとに砲尾を短縮するなどして軽量化したものである。その分だけ発射速度が低下しており、KDAが550発/分であるのに対してKDEが200発/分である。使用する弾薬は35x228mm弾、APDS（装弾筒付徹甲弾）やHEI（焼夷榴弾）等の弾種が用意されており、APDSは撃角90°距離1,000mで80～90㎜の装甲を貫通、撃角60°の場合射距離400mで70㎜、1,000mで40mmの貫徹力を持つ。航空機への対空射撃も行える。即用弾はAPDSとHEI各17発の合計34発。17発入りのマガジンを用い、それぞれ砲の左右から給弾する方式となっている。機関砲なので連射することが可能であるが、連射により広範囲を制圧する射撃というよりは、単一目標への精密な射撃が行われており、総火演や北部方面隊の実弾射撃訓練では3発連射、最大でも6発連射程度に抑えられているようである。
砲塔両側面には各1基ずつの79式対舟艇対戦車誘導弾（通称「重MAT」）発射装置を装備している。重MATは対戦車用はもちろんのこと、対上陸用舟艇用の弾頭もある。重MATの照準・誘導サイトは35mm砲右側にあり、普段は前扉が閉じられている。重MATの再装填は車外より行なう。弾数は4発で、内2発はランチャー内部、残りは車内弾薬庫内で保管し、発射後に射手が自ら再装填を行う。
このほか、副武装の連装銃として機関砲同軸に74式車載7.62mm機関銃を装備するほか、砲塔両側面に発煙筒を4基ずつ装備する。また、砲塔上部前面には、車長および砲手用の照準サイトがそれぞれ設けられている。

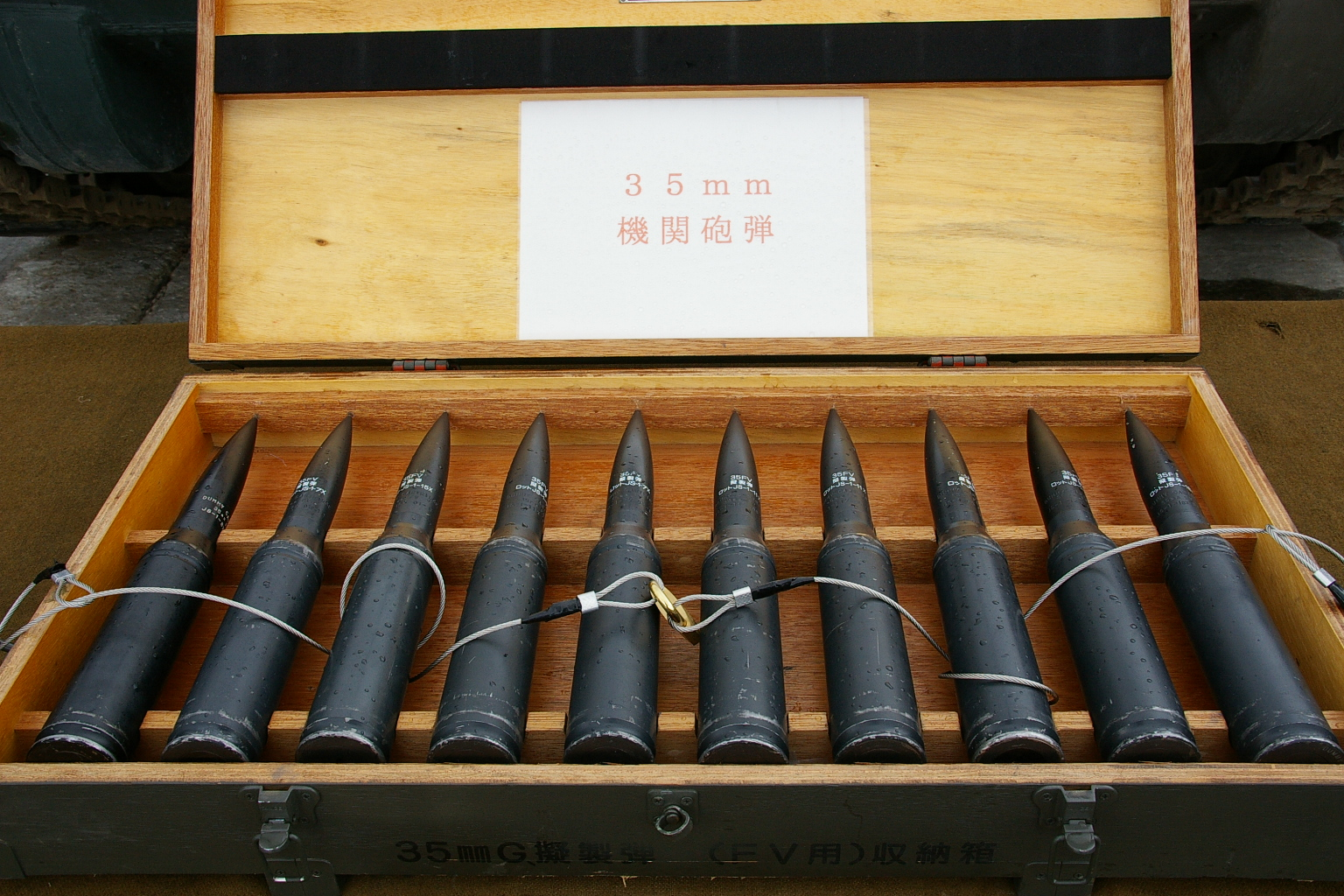
35mm機関砲弾の擬製弾
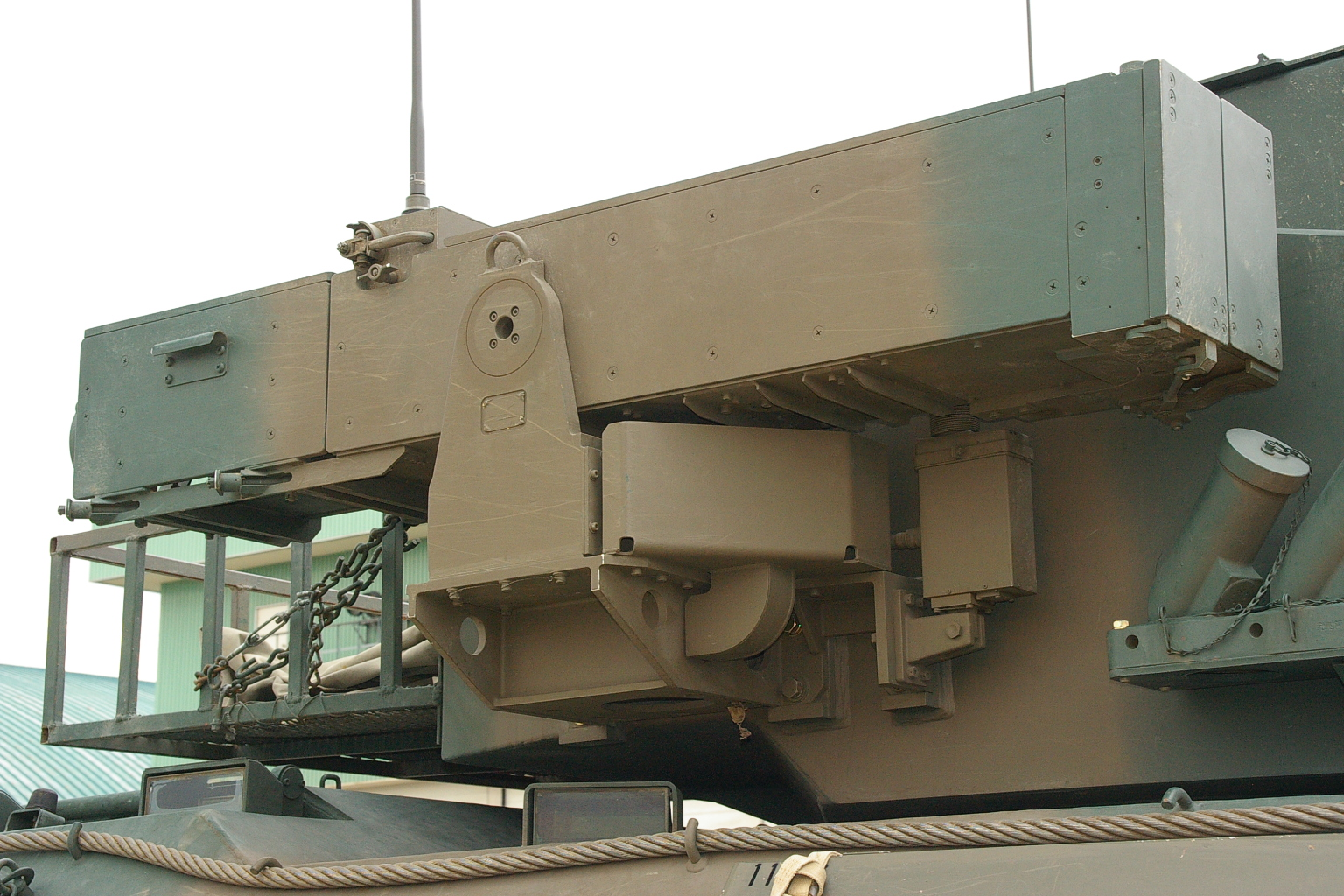
砲塔両側面に装備される79式対舟艇対戦車誘導弾発射装置

### 乗員

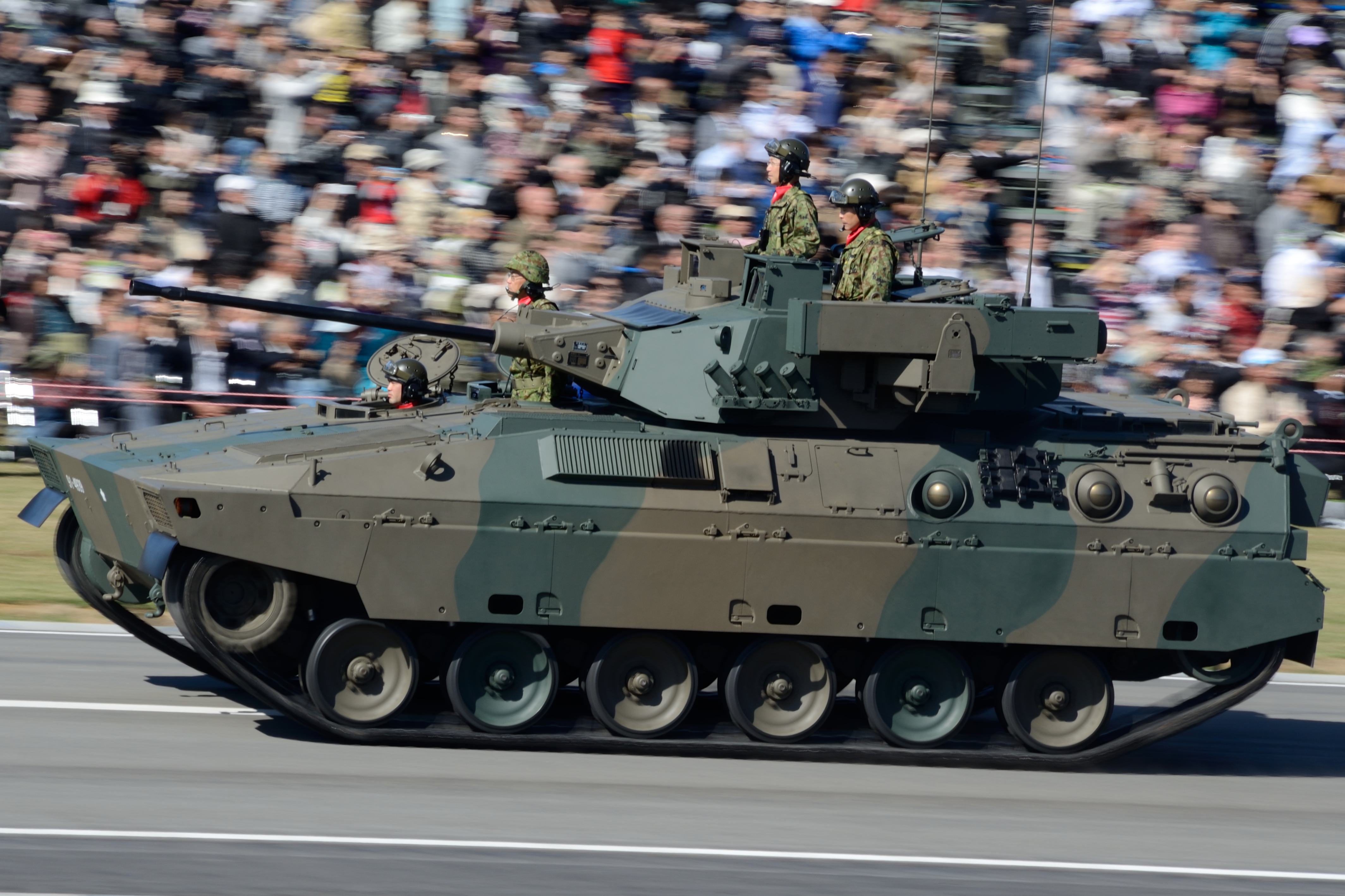
平成25年中央観閲式での行進走行。乗員の乗車位置がわかる。

乗員は、操縦士が車体前部右側に座り、砲塔右側に車長兼分隊長、左側に砲手が座る。兵員は操縦士の後ろ側に副分隊長1名が乗車できるほか、車体後部の兵員室に背中合わせに6名分のシートがあり、シートの間は35mm口径弾や重MATの予備弾保管庫となっている。なお、この兵員室内の乗員数はあくまでも余裕を持っての数であり、詰めて座れば8名搭乗できるとの説もある。
なお運用に際しては車長が普通科部隊の分隊長を兼ねており、歩兵戦闘時は分隊長が下車して指揮を執ることができないため、乗車しながら指揮を執ることになるが、本車の戦闘指揮と小銃分隊双方の指揮を執る重責を担うこととなる。
兵員室には、天井と車体後部にハッチが設けられており、通常の乗降は車体後部の観音開き式のハッチから行なう。兵員の乗車射撃は、兵員室天井の左右開き式のハッチを展開して行なうことも可能だが、車内から隊員が射撃できるよう、防弾ガラスと小銃を差し込む孔が設けられた複雑な造りのガンポートが車体両側面各3基と車体後部扉の1基、計7基が設けられている。兵員室内部が背中合わせに乗車するのは、このガンポートを使用しての射撃を行うためである。防御力を下げないよう使用しない時はボウル状のカバーで覆われているが、内部のハンドルを上げると展開し、89式5.56mm小銃を被筒部まで差し込んで射撃できる。このガンポートは装甲の弱点になるため時代遅れであるという評価があるものの、近年の非正規戦において、歩兵の戦闘方法としてガンポートが見直される可能性も否定できず、イスラエル国防軍のナグマホンのように、新型の装甲車であってもガンポートを採用した例も存在する。なお、ガンポートとは別に乗車する隊員の外部視察用ペリスコープが合計8ヶ所に設けられている。

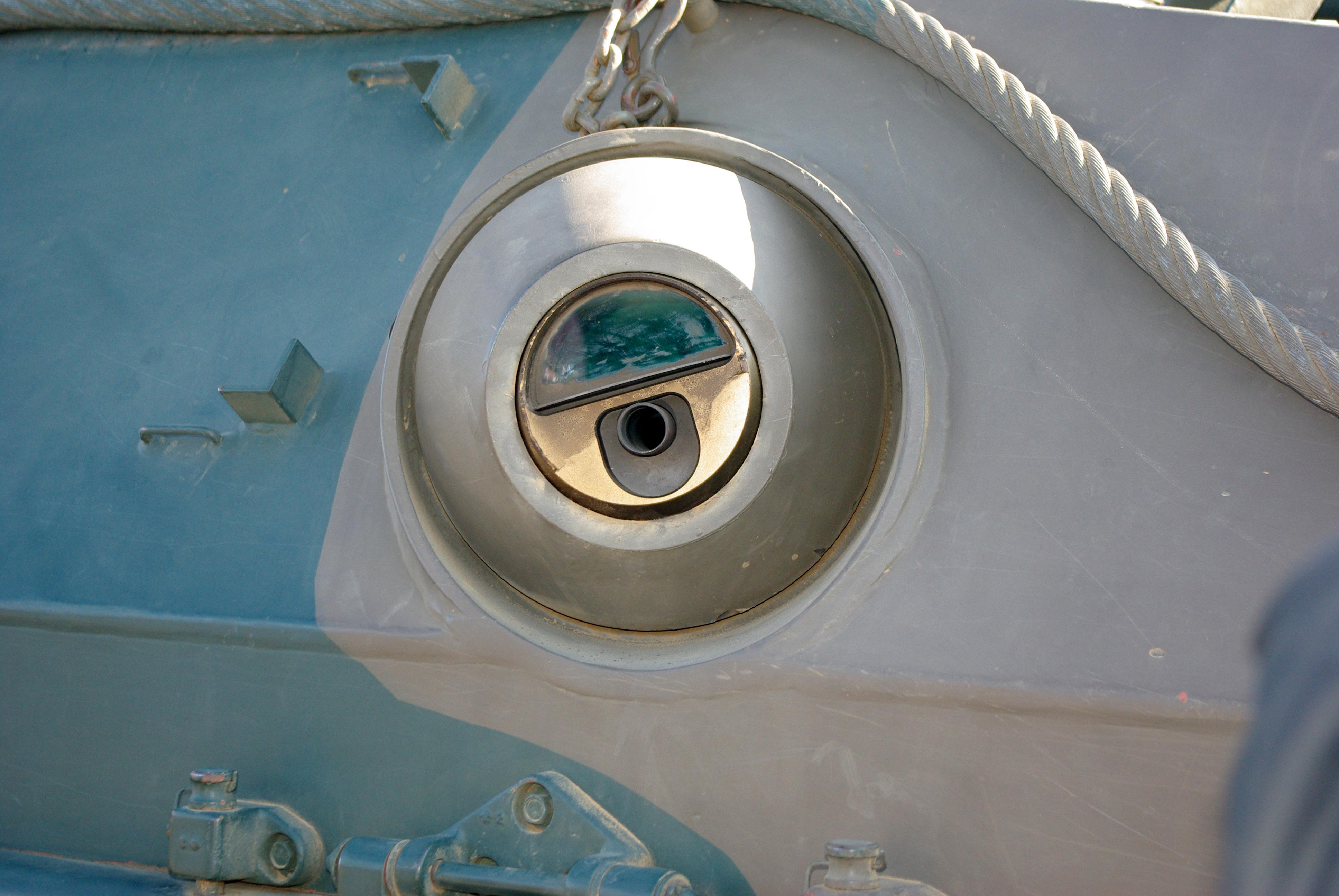
ガンポート
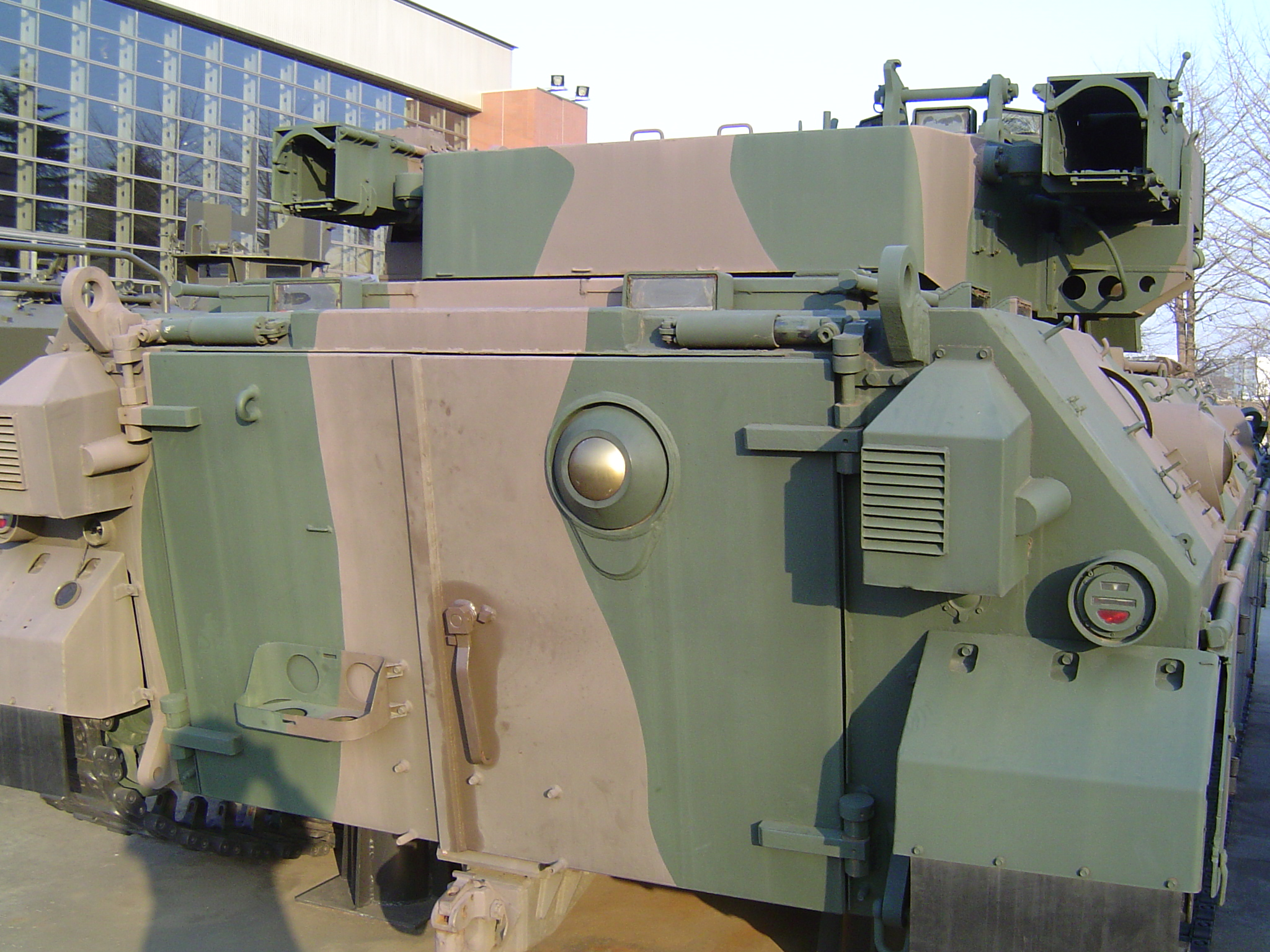
車体後部の乗員用ハッチ、円形のものはガンポート

## 比較
|          | M2ブラッドレー           | ウォーリア           | 89式                      | Strf 90            |
| -------- | ------------------------ | -------------------- | ------------------------- | ------------------ |
| 画像     |                          |                      |                           |                    |
| 全長     | 6.55 m                   | 6.34 m               | 6.8 m                     | 7.0 m              |
| 全幅     | 3.60 m                   | 3.03 m               | 3.20 m                    | 3.42 m             |
| 全高     | 2.98 m                   | 2.78 m               | 2.50 m                    | 2.75 m             |
| 重量     | 30.4 t                   | 24.5 t               | 26.5 t                    | 27.6 t             |
| 最高速度 | 66 km/h                  | 75 km/h              | 70 km/h                   | 70 km/h            |
| 乗員数   | 3名+兵員6名              | 3名+兵員7名          | 3名+兵員7名               | 3名+兵員7名        |
| 主武装   | 87口径25mm機関砲×1       | 81.3口径30mm機関砲×1 | 90口径35mm機関砲×1        | 70口径40mm機関砲×1 |
| 副武装   | 7.62mm機関銃×1 TOW ATM×2 | 7.62mm機関銃×1       | 7.62mm機関銃×1 79式 ATM×2 | 7.62mm機関銃×1     |

|          | ASCOD                                                | K21                        | プーマ                         | T-15                     |
| -------- | ---------------------------------------------------- | -------------------------- | ------------------------------ | ------------------------ |
| 画像     |                                                      |                            |                                |                          |
| 全長     | 6.24 m                                               | 6.90 m                     | 7.40 m (防護レベルC)           | 不明                     |
| 全幅     | 3.64 m                                               | 3.40 m                     | 3.70 m (防護レベルC)           | 不明                     |
| 全高     | 2.43 m                                               | 2.60 m                     | 3.10 m (防護レベルC)           | 不明                     |
| 重量     | 28 t                                                 | 25.0 t                     | 41.0 t (防護レベルC)           | 55 t                     |
| 最高速度 | 72 km/h                                              | 70 km/h                    | 70 km/h                        | 65–70 km/h               |
| 乗員数   | 3名+兵員8名                                          | 3名+兵員9名                | 3名+兵員6名                    | 3名+兵員9名              |
| 主武装   | 82口径30mm機関砲×1                                   | 70口径40mm機関砲×1         | 82口径30mm機関砲×1             | 80.5口径30mm機関砲×1     |
| 副武装   | 7.62mm機関銃MG3×1(ピサロ) 7.62mm機関銃MG74×1(ウラン) | 7.62mm機関銃×1 AT-1K ATM×2 | 5.56mm軽機関銃 スパイク-LR ATM | 7.62mm機関銃 9M133 ATM×4 |

## 配備
各国の歩兵戦闘車と比べて遜色無い車両だが、1台6-7億円弱という高価格が災いして配備された部隊はごく少数に過ぎない。配備部隊は第7師団第11普通科連隊の第1・3・5普通科中隊と、富士教導団普通科教導連隊の第1普通科中隊となっている。その他には、第1陸曹教育隊普通科教育中隊と武器学校にも少数が配備されている。
- 武器学校（土浦駐屯地）
- 富士学校
  - 富士教導団
    - 普通科教導連隊（滝ヶ原駐屯地）第1普通科中隊

- 北部方面隊
  - 第7師団
    - 第11普通科連隊（東千歳駐屯地）第1・3・5普通科中隊

  - 北部方面混成団
    - 第1陸曹教育隊（東千歳駐屯地）普通科教育中隊

生産数は平成16年度調達分までの68両であり、それ以降は調達されていない。
| 予算計上年度         | 調達数 |
| -------------------- | ------ |
| 平成元年度（1989年） | 8両    |
| 平成2年度（1990年）  | 9両    |
| 平成3年度（1991年）  | 9両    |
| 平成4年度（1992年）  | 6両    |
| 平成5年度（1993年）  | 7両    |
| 平成6年度（1994年）  | 6両    |
| 平成7年度（1995年）  | 7両    |
| 平成8年度（1996年）  | 3両    |
| 平成9年度（1997年）  | 3両    |
| 平成10年度（1998年） | 2両    |
| 平成11年度（1999年） | 2両    |
| 平成12年度（2000年） | 2両    |
| 平成13年度（2001年） | 1両    |
| 平成14年度（2002年） | 1両    |
| 平成15年度（2003年） | 1両    |
| 平成16年度（2004年） | 1両    |
| 合計                 | 68両   |

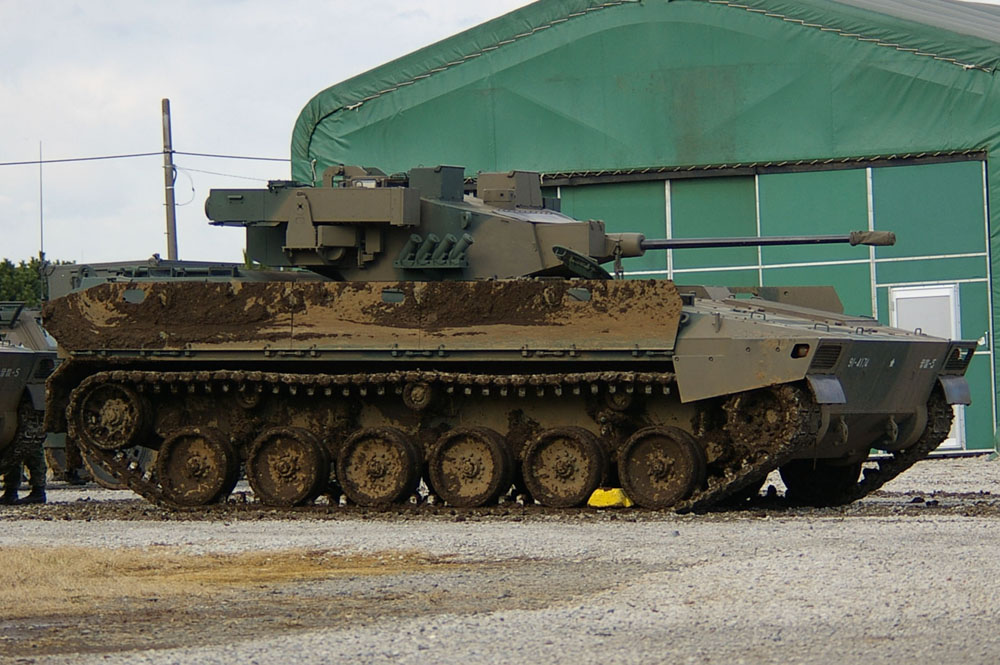
習志野演習場での89式装甲戦闘車。サイドスカートを上方にめくっている。
2007年1月7日

事実上の機甲師団である第7師団唯一の普通科連隊であり、全部隊が73式装甲車で装甲化されていた第11普通科連隊に集中的に配備が進められていたが、年間調達数が1-2両故に1両6億円以上という価格であったため、第11普通科連隊の全ての73式装甲車の更新には至らなかった。第11普通科連隊以外の北海道の普通科連隊が装備している73式装甲車については96式装輪装甲車で更新しつつある。
第11普通科連隊所属車両の砲塔前部には各中隊のマークがついている。
- 第1中隊：オジロワシの頭部の後ろに数字の「1」
- 第3中隊：向かって左に三頭犬のケルベロスが描かれ、右に第二次世界大戦中の日本軍の航空機の名称から採った「零」、「雷電」、「疾風」「流星」などの文字が書かれる
- 第5中隊：スズメバチの後ろに数字の「5」

## 備考
静岡ホビーショーにて2004年以降恒例行事となっている自衛隊車輌の一般展示において、2008年に初めての無限軌道装備車として展示された。長距離の公道の自走が困難であるため、搬入・搬出は戦車運搬用トレーラーが用いられた。
2014年9月の御嶽山の噴火では、長野県知事から陸上自衛隊への災害派遣要請によって山頂付近の遭難者捜索のために、降り注ぐ噴石にも耐えられる車両として4両が投入された。

## 後継
89式装甲戦闘車と87式偵察警戒車の後継は、将来の装輪戦闘車両構想の一部と考えられる近接戦闘車として計画され、89式の後継となる「人員輸送型」と、87式の後継となる「偵察型」が計画された。その後、近接戦闘車計画の一部が「共通戦術装輪車」として開発継続され、このうち、89式の後継と考えられる「歩兵戦闘車型」が24式装輪装甲戦闘車として部隊使用承認が出ている。
近年、尖閣諸島問題をはじめとして今まで考慮されてこなかった島嶼作戦の必要性が生じてきたため、アメリカ海兵隊が装備している水陸両用能力を持つ強襲揚陸用装甲車AAV7も導入されている。
なお、陸上幕僚監部防衛部防衛課開発室は、2020年（令和2年）に「諸外国の装軌式装甲車に係る調査」を部外発注している。

## 派生型
- 99式自走155mmりゅう弾砲 - 89式装甲戦闘車の車体をベースに開発された自走榴弾砲。

## 登場作品

### 映画・オリジナルビデオ
『SFX巨人伝説ライン』
第7話・第10話・第11話に登場。第7話では、鹿島港に上陸したゴロマキングを90式戦車などとともに迎撃する。第10話では、侵攻するバグズンに対して出動する様子が映され、第11話にて、富士絶対防衛線で富士教導団各隊とともに迎撃する。
撮影には普通科教導連隊所属車両が使用されている。
『THE NEXT GENERATION パトレイバー』
第12話に登場。「幻のクーデター」の回想シーンにて、東京都内に展開している。
『ガメラ 大怪獣空中決戦』
ガメラを攻撃する自衛隊の動向を報じるニュース映像の中に映されている。
『ゴジラシリーズ』
『ゴジラvsモスラ』
日本映画初登場。モスラが東京に上陸した際に出動し、国会議事堂に繭を張るモスラを74式戦車などとともに包囲する。
『ゴジラvsデストロイア』
各種メーサー車や90式戦車などの自衛隊車両群とともに東京臨海副都心に展開して円陣を組み、デストロイア幼体を迎撃する。
『ゴジラ×メカゴジラ』
ゴジラの上陸に備えるため、品川に展開する部隊に含まれている。
映像は『ゴジラvsモスラ』からの流用。
『ゴジラ×モスラ×メカゴジラ 東京SOS』
ゴジラが品川開発区方面から上陸してくることを受け、90式戦車などとともに品川防衛ラインに配置される。
『シン・ゴジラ』
ゴジラの東京都内侵入を防ぐために行われたB-2号計画「タバ作戦」に投入され、多摩川河川敷および丸子橋付近に展開し、フェーズ2にて、10式戦車や16式機動戦闘車などとともにゴジラを迎撃する。

『戦国自衛隊1549』
極秘実験中の事故により戦国時代へタイムスリップした第三特別実験中隊の装備として登場。タイムスリップ直後に襲撃してきた戦国武者たちを、90式戦車とAH-1S対戦車ヘリコプターとともに迎撃する。

### アニメ・漫画
『クレヨンしんちゃん 爆発!温泉わくわく大決戦』
風呂嫌いテロ組織「YUZAME」の巨大ロボットが接近してきたことを受けて住民が避難し無人となった春日部市内の春日部駅前に展開し、警戒にあたっている。
『ゲート 自衛隊 彼の地にて、斯く戦えり』
漫画版第61話に登場。異世界「特地」側の「門（ゲート）」を強襲し、アルヌスの丘に布陣する帝国軍を撃破する。
『最臭兵器』
毒ガス兵器と化しつつ東京へと向かう主人公の迎撃に出動する部隊に混ざっている。
『静かなるドン』
98巻 act.2にて本車が登場し、海外マフィアとの抗争で活躍する。なお、作中ではレプリカとされ、主砲や対戦車ミサイルは発射できない。
『絶園のテンペスト』
アニメ版第9話に国防軍の歩兵戦闘車として登場。国防軍合同軍事演習と見せかけた「絶園の樹」攻撃作戦に投入され、襲撃してくる魔法使いを35mm機関砲KDEで迎撃する。
『続・戦国自衛隊』
漫画・小説版に戦国時代へタイムスリップした自衛隊の装備として登場。
両版にて「関ヶ原の戦い」に投入されるが、漫画版では、徳川家康に味方するアメリカ軍のM2/M3 ブラッドレー歩兵戦闘車やLAV-25歩兵戦闘車などと交戦する。
小説版では、主人公が率いる普通科小隊に配備されており、関ヶ原でアメリカ海兵隊のAH-1W スーパーコブラと交戦する。

### 小説
『MM9』
第3巻に登場。チルゾギーニャ遊星人が操る怪獣軍団を迎撃すべく、ひたちなか市のひたち海浜公園付近に2両展開し、ひたち海浜公園から出現した怪獣9号「メカモグラ」を迎撃する。
『環太平洋戦争』
カンボジアへ派遣された自衛隊国際連合平和維持活動（PKO）部隊の装備として登場。襲撃してくるポル・ポト派の武装勢力などと戦闘を行う。作中では、高性能だがデリケートな扱いをしないと壊れやすいという評判から、自衛官に「カロッツェリア」という愛称で呼ばれる場面がある。
『交戦規則ROE』
普通科教導連隊所属車両が登場。治安出動に伴い出動し、北朝鮮工作員との戦闘において74式戦車とともに第48普通科連隊を支援する。作中では、マスコミに戦車と勘違いされて報道される場面がある。
『日中尖閣戦争』
第4師団所属車両が登場。中国軍の侵攻に備えて石垣島に配備される。
『日本国召喚』
第2巻に陸上自衛隊所属車が登場。日本が国ごと転移した異世界にて、魔王軍の侵攻したトーパ王国に派遣された小隊が1両を装備。魔王軍のレッドオーガを機関砲で撃破するほか、魔王ノスグーラを連続射撃で足止めする。またパーパルディア皇国の侵攻を受けたフェン王国に、邦人保護のため派遣された戦闘団が指揮車として運用している。
『ルーントルーパーズ 自衛隊漂流戦記』
異世界へ飛ばされた自衛隊の装備として登場。主人公が率いる普通科小隊に配備されており、第5巻では、ベヒーモスと呼ばれる怪物と闘技場で戦闘を行う。

### ゲーム
『Wargame Red Dragon』
自衛隊デッキに「HACHI-KYU SHIKI」の名称で登場。
『凱歌の号砲 エアランドフォース』
日本を占拠した自衛隊の車両として登場。プレイヤーも購入して使用できる。
『戦闘国家シリーズ』
日本の基本装備として組み込まれる。
『大戦略シリーズ』
日本もしくはN国の装備として登場。
『War Thunder』
バージョン1.85「SUPER SONIC」アップデートで日本陸軍ツリーのランク6に軽戦車として追加。

### その他
『ウェポン・フロントライン 陸上自衛隊 最新鋭戦車! 陸戦の王者たち』
普通科教導連隊所属車両が登場。陸上自衛隊の全面協力で実物の取材が行われており、滝ヶ原駐屯地で毎年開催される創立記念行事で展示された模擬戦闘訓練での攻撃や展開、乗員の下車戦闘などの様子が映されている。